# براندان كوميسكي
براندان كوميسكي (بالإنجليزية: Brendan Comiskey) هو كاهن كاثوليكي أيرلندي، ولد في 13 أغسطس 1935 في كلنتبرت ‏ في جمهورية أيرلندا.

## الوفاة
توفي كوميسكي في 28 أبريل 2025، عن تسعةٍ وثمانين عامًا.